# Entrismo sui generis
Entrismo sui generis é a tática política defendida pelo dirigente da Quarta Internacional Michel Pablo, e aprovada no Congresso Mundial de 1951, que nos anos seguintes desencadeou a maior crise da história da organização. Segundo ele, a construção de partidos trotskistas ligados à Internacional não estava mais na ordem do dia, pois os chamados Estados operários burocratizados (URSS e Leste Europeu) e o stalinismo iriam "inevitavelmente" a uma guerra contra o imperialismo norte-americano, retomando assim o caráter revolucionário que haviam perdido a partir da política do "socialismo em um só país".
Num relatório de fevereiro de 1952, Pablo insiste sobre a evolução à esquerda do stalinismo e, inclusive, da burocracia stalinista; (…) a burocracia soviética é ela própria obrigada – nas novas condições – a esquerdizar a sua política, a fazer apelo às massas, a procurar apoiar-se nelas. Pablo tira disso uma conclusão prática: os trotskistas devem entrar em massa nos partidos comunistas, onde estes forem majoritários, e submeterem-se às direções destes partidos: “as 'astúcias' e as 'capitulações' são não somente admitidas como necessárias”. É o que Michel Pablo chama o entrismo sui generis, que ele distingue evidentemente da táctica proposta por Trotsky, em 1935 – o “entrismo” no Partido Socialista – o qual esboçava então um “passo à esquerda” depressa parado.
Várias de suas seções, entre elas a argentina (PST, que depois  tornar-se-ia o MAS), a  francesa PCI e a norte-americana SWP (que depois romperia com o trotsquismo), negaram-se a adotar a política de Michel Pablo, que conduzia as seções da Internacional a se diluirem nos partidos comunistas ou movimentos nacionalistas dos diversos países. Ao final desse processo, Internacional se fragmentou  em duas organizações, que se reunificaram majoritariamente 10 anos depois.